# D villamos (Bécs)
A bécsi D jelzésű villamosvonal a város villamoshálózatának egy 11,83 km hosszú tagja. Átszeli a várost észak – déli irányban. Útvonala során érinti a Ringet és Főpályaudvart, valamit északi végén a 37-es vonallal párhuzamosan lakónegyedben halad.

## Útvonala
| → Nußdorf | → Absberggasse |
| --- | --- |
| - Gudrunstraße - Hlawkagasse - Antonie-Alt-Gasse - Karl-Popper-Straße - Canettistraße - Hauptbahnhof - Arsenalstraße - Prinz-Eugen-Straße - Schwarzenbergplatz - Kärntner Ring - Opernring - Burgring - Dr.-Karl-Renner-Ring - Universitätring - Schottenring - Börsegasse - Schlickplatz - Schlickgasse - Porzellangasse - Julius-Tandler-Platz - Althanstraße - Augasse - Heiligenstädter Straße - Nußdorfer Platz - Greinergasse - Zahnradbahnstraße | - Zahnradbahnstraße - Greinergasse - Nußdorfer Platz - Heiligenstädter Straße - Augasse - Althanstraße - Julius-Tandler-Platz - Porzellangasse - Schlickgasse - Schlickplatz - Börsegasse - Schottenring - Universitätring - Dr.-Karl-Renner-Ring - Burgring - Opernring - Kärntner Ring - Schwarzenbergplatz - Prinz-Eugen-Straße - Arsenalstraße - Hauptbahnhof - Canettistraße - Karl-Popper-Straße - Antonie-Alt-Gasse - Hlawkagasse - Gudrunstraße |

## Története
Az első D jelzésű villamos 1907 április 13-án indult el az akkor még létező Déli pályaudvartól a Ringen át az Althanstraßéig. Jelenlegi útvonalán 1931 óta közlekedik, amikor is az Althanstraßétól meghosszabbodott a vonal Nußdorfig. A háborús időben bombatámadás miatt 1945-ben le kellett állítani a közlekedést, teljes hosszában csak 1946-ban indul újra a viszonylat.
Bécs nagy közlekedésfejlesztése, a főpályaudvar építése erre a vonalra is hatott kis mértékben. A régi Déli pályaudvart lebontották, aminek a helyén felépült az új főpályaudvar. A villamospálya ehhez kapcsolódóan két megállóval meghosszabbodott, és a régi végállomást, vagyis a Südbahnhofot átnevezték Quartier Belvederé, ami ma már csak rendes megállóhelyként működik. Az új főpályaudvarnál a vasútállomás keleti vége alatt kapott helyet a D villamos megállója, ahová 2012. december 9-e óta közlekedik.
A vonal déli irányba 2019 decemberében meg lett hosszabbítva két megállóval a főpályaudvartól az Absberggasse-ig.

## Járművek
A viszonylaton két villamostípus közlekedik. A magas padlós E2-es motorkocsik c5-ös pótkocsikkal, valamint 2005 óta az alacsony padlós ULF villamosok, közülük is a B és B1 altípusok. A járműkiadást Favoriten és Gürtel kocsiszínek biztosítják.

## Megállóhelyei
| D (Absberggasse ◄► Nußdorf, Beethovengang)                                         | D (Absberggasse ◄► Nußdorf, Beethovengang)          | D (Absberggasse ◄► Nußdorf, Beethovengang) | D (Absberggasse ◄► Nußdorf, Beethovengang)                      | D (Absberggasse ◄► Nußdorf, Beethovengang) |
| Perc (↓)                                                                           | Megállóhely                                         | Perc (↑)                                   | Átszállási kapcsolatok                                          |                                            |
| ---------------------------------------------------------------------------------- | --------------------------------------------------- | ------------------------------------------ | --------------------------------------------------------------- | ------------------------------------------ |
| 0                                                                                  | Absberggasse végállomás                             | 47                                         | 6, 11                                                           |                                            |
| 2                                                                                  | Hlawkagasse                                         | 43                                         |                                                                 |                                            |
| 4                                                                                  | Alfred-Adler-Straße                                 | 42                                         | 69A                                                             |                                            |
| 5                                                                                  | Hauptbahnhof Ost                                    | 41                                         | U1 S1 , S2 , S3 , S4 , S60 , S80 18, O 13A, 69A távolsági vasút |                                            |
| 8                                                                                  | Quartier Belvedere                                  | 39                                         | S1 , S2 , S3 , S4 18, O 13A                                     |                                            |
| 9                                                                                  | Schloss Belvedere                                   | 37                                         |                                                                 |                                            |
| 10                                                                                 | Plößlgasse                                          | 36                                         |                                                                 |                                            |
| 12                                                                                 | Gußhausstraße                                       | 35                                         |                                                                 |                                            |
| 15                                                                                 | Schwarzenbergplatz                                  | 33                                         | 2, 71 2A, 4A                                                    |                                            |
| 18                                                                                 | Oper, Karlsplatz                                    | 30                                         | U1 , U4 1, 2, 62, 71, U2Z 2A, 4A, 59A Wiener Lokalbahn          |                                            |
| 19                                                                                 | Burgring                                            | 28                                         | 1, 2, 71, U2Z 57A                                               |                                            |
| 21                                                                                 | Ring, Volkstheater                                  | 27                                         | U3 1, 2, 46, 49, 71, U2Z 48A                                    |                                            |
| 22                                                                                 | Parlament                                           | 25                                         | 1, 2, 71, U2Z                                                   |                                            |
| 23                                                                                 | Rathausplatz, Burgtheater                           | 24                                         | 1, 71, U2Z                                                      |                                            |
| 25                                                                                 | Schottentor                                         | 23                                         | U2 1, 37, 38, 40, 41, 42, 43, 44, 71, U2Z 1A, 40A               |                                            |
| 27                                                                                 | Börse                                               | 22                                         | 1, 71, U2Z                                                      |                                            |
| 28                                                                                 | Schlickgasse                                        | 20                                         |                                                                 |                                            |
| 29                                                                                 | Bauernfeldplatz                                     | 18                                         | 40A                                                             |                                            |
| 30                                                                                 | Seegasse                                            | 17                                         |                                                                 |                                            |
| 32                                                                                 | Franz-Josefs-Bahnhof                                | 16                                         | S40 5, 33                                                       |                                            |
| 33                                                                                 | Althanstraße                                        | 14                                         | 33                                                              |                                            |
| 34                                                                                 | Augasse                                             | 13                                         | 33                                                              |                                            |
| 36                                                                                 | Liechtenwerder Platz                                | 12                                         |                                                                 |                                            |
| A kék hátterű megállóhelyeket csak a Gürtel kocsiszínbe közlekedő menetek érintik. |                                                     |                                            |                                                                 |                                            |
| 36                                                                                 | Nußdorfer Straße                                    |                                            | U6 37, 38 35A, 37A                                              |                                            |
| 38                                                                                 | Marsanogasse / Betriebshof Gürtel érkező végállomás |                                            |                                                                 |                                            |
| 37                                                                                 | Spittelau                                           | 10                                         | U4 , U6 S40 35A, 37A                                            |                                            |
| 39                                                                                 | Rampengasse                                         | 8                                          |                                                                 |                                            |
| 40                                                                                 | Gunoldstraße                                        | 7                                          | 10A, 39A                                                        |                                            |
| 42                                                                                 | Heiligenstadt, 12.-Februar-Platz                    | 6                                          | U4 S40 , S45 5B, 10A, 11A, 38A, 39A                             |                                            |
| 43                                                                                 | Halteraugasse                                       | 5                                          |                                                                 |                                            |
| 44                                                                                 | Grinzinger Straße                                   | 4                                          | 38A                                                             |                                            |
| 45                                                                                 | Sickenberggasse                                     | 2                                          |                                                                 |                                            |
| 46                                                                                 | Nußdorf                                             | 1                                          | S40                                                             |                                            |
| 48                                                                                 | Nußdorf, Beethovengang végállomás                   | 0                                          |                                                                 |                                            |

## Galéria

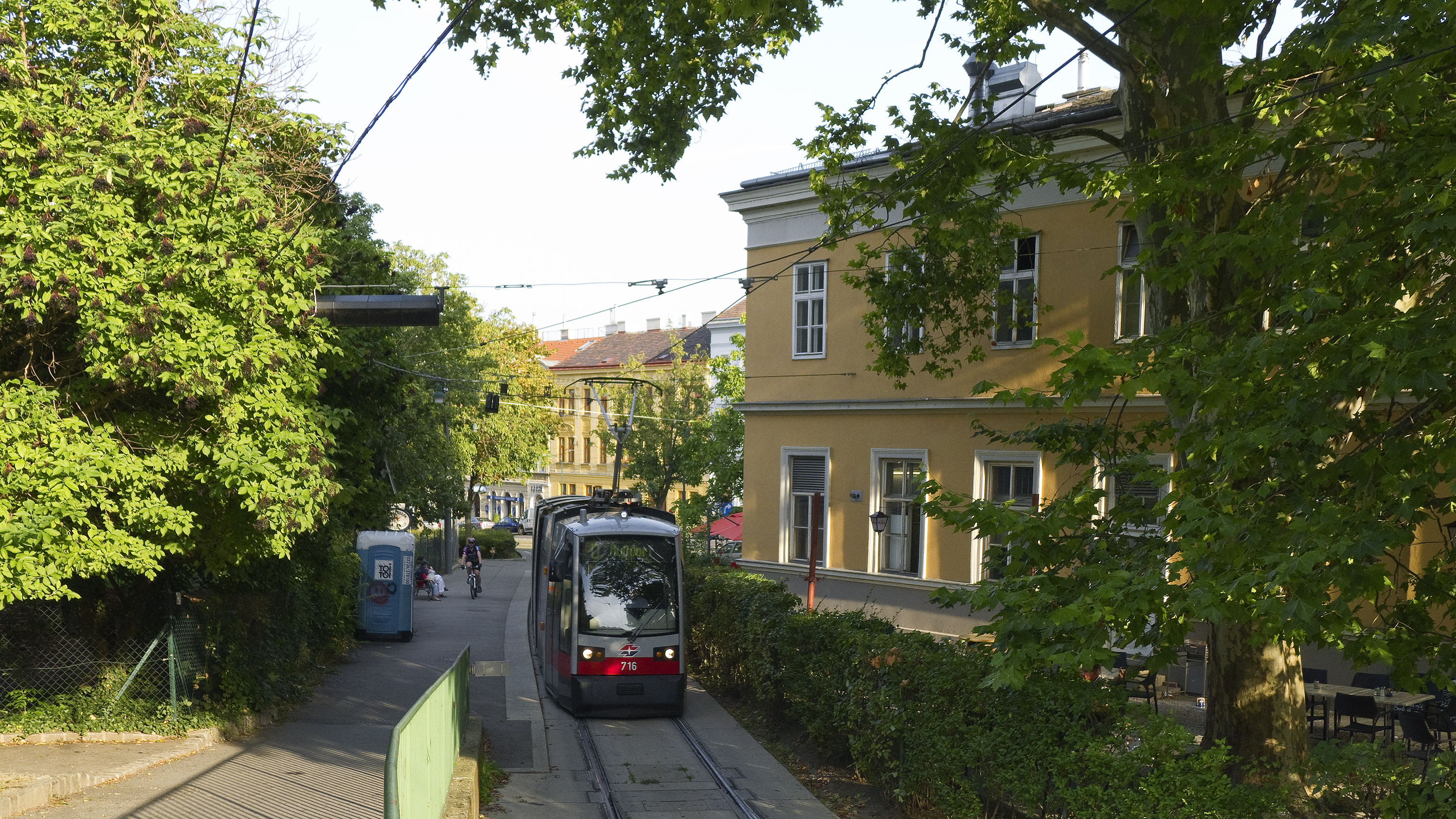
Beethovengang, Nußdorf végállomás
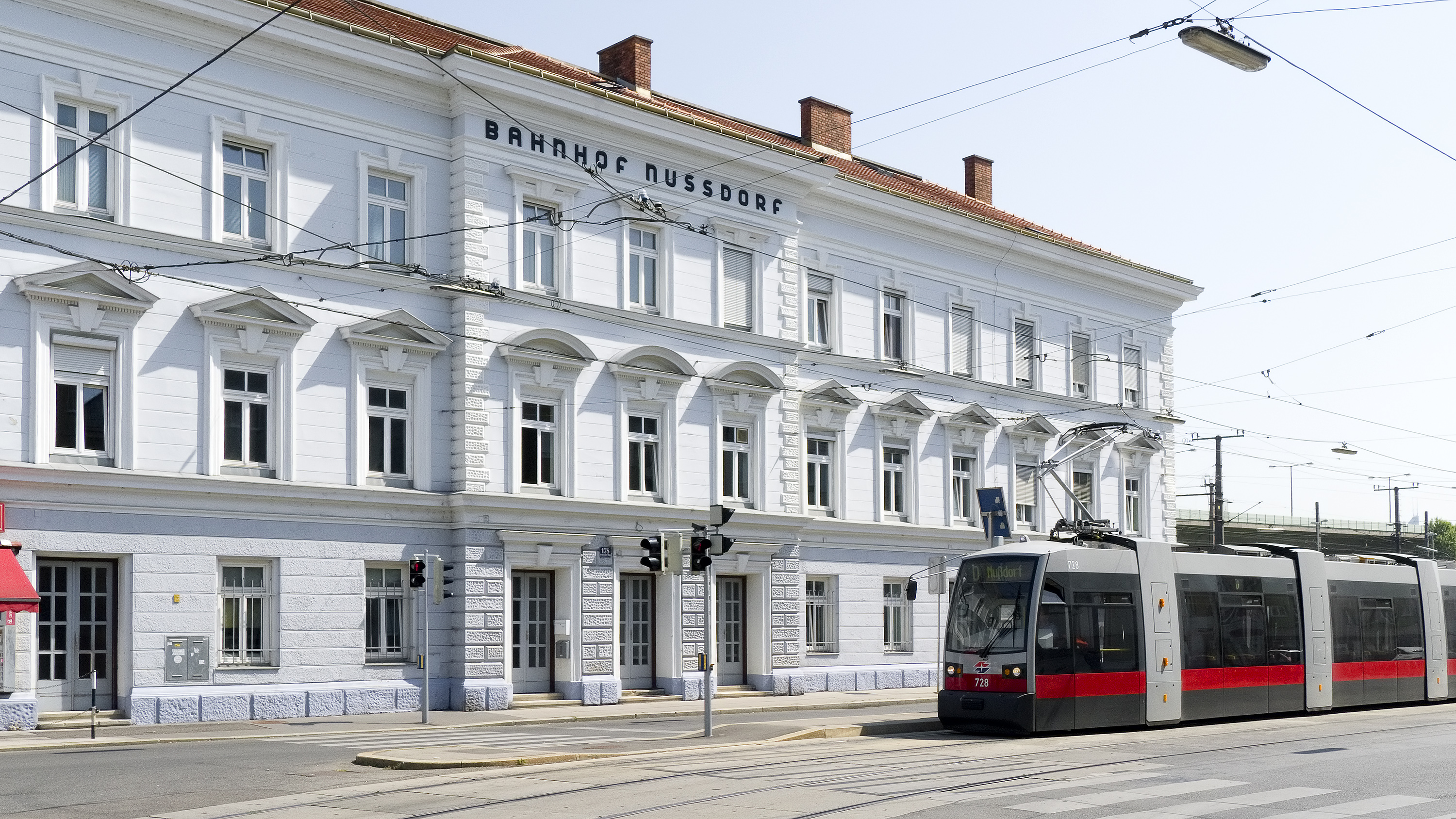
Nußdorf,  vasútállomás
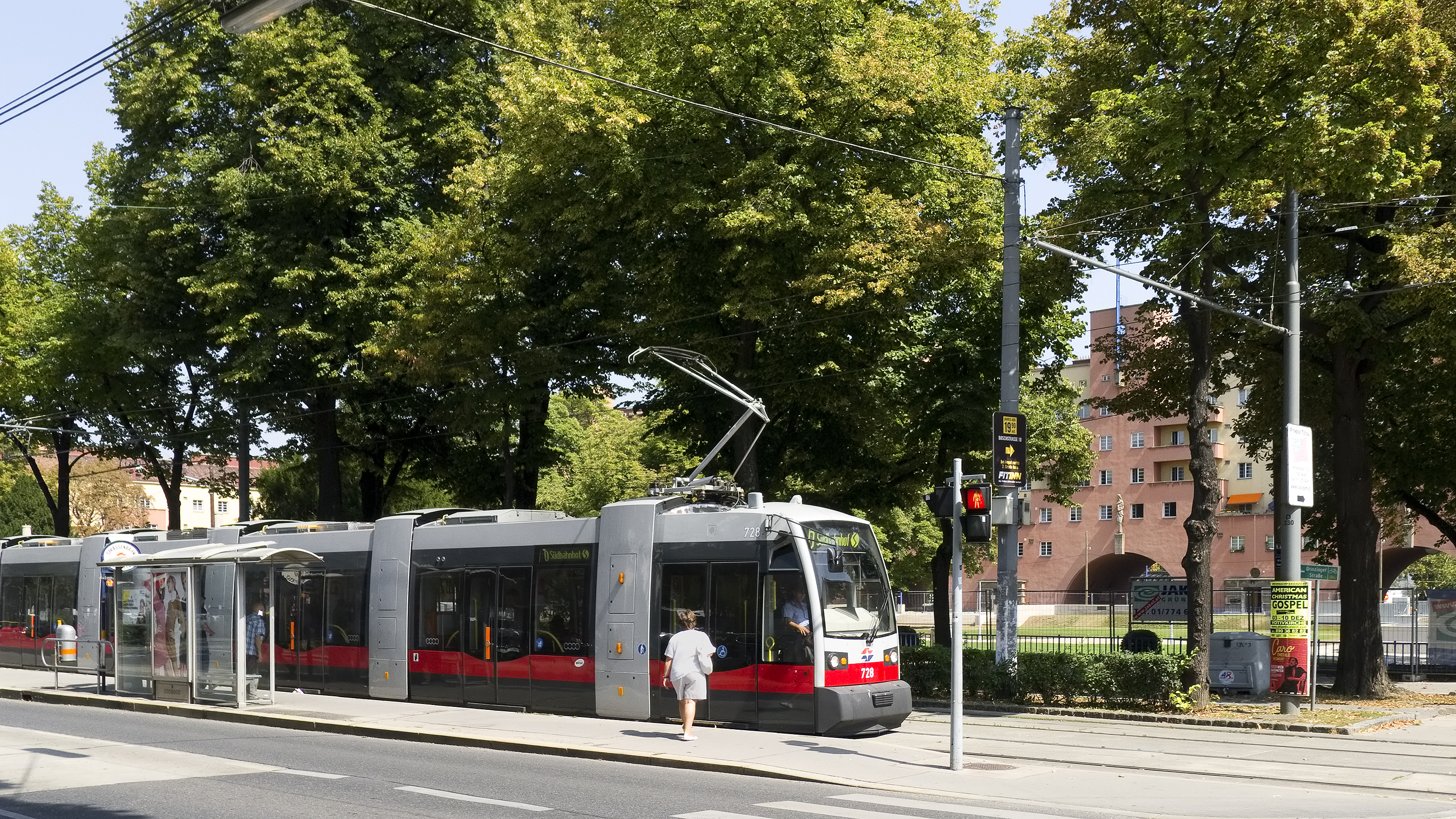
12.-Februar-Platz
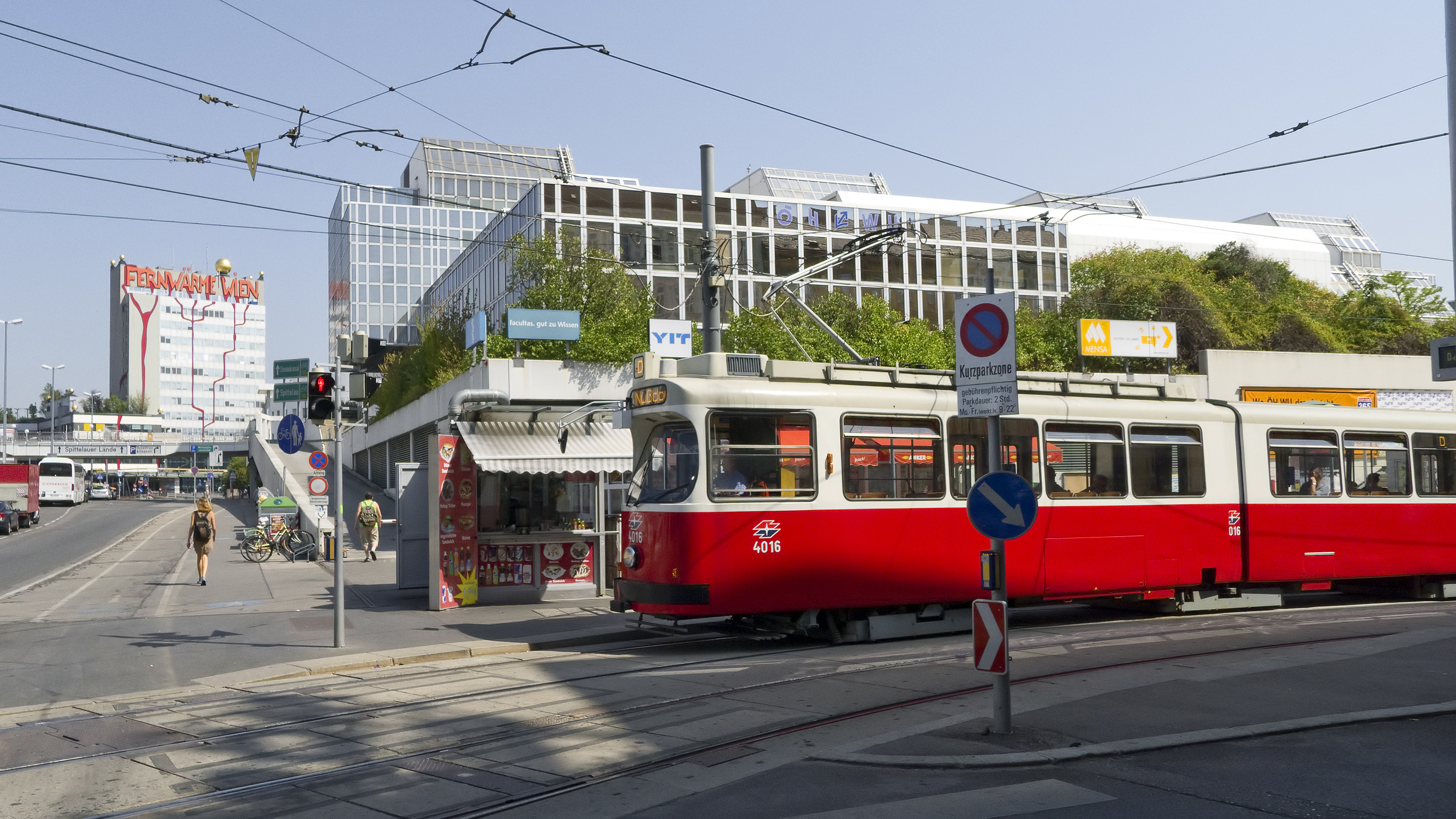
Liechtenwerder Platz
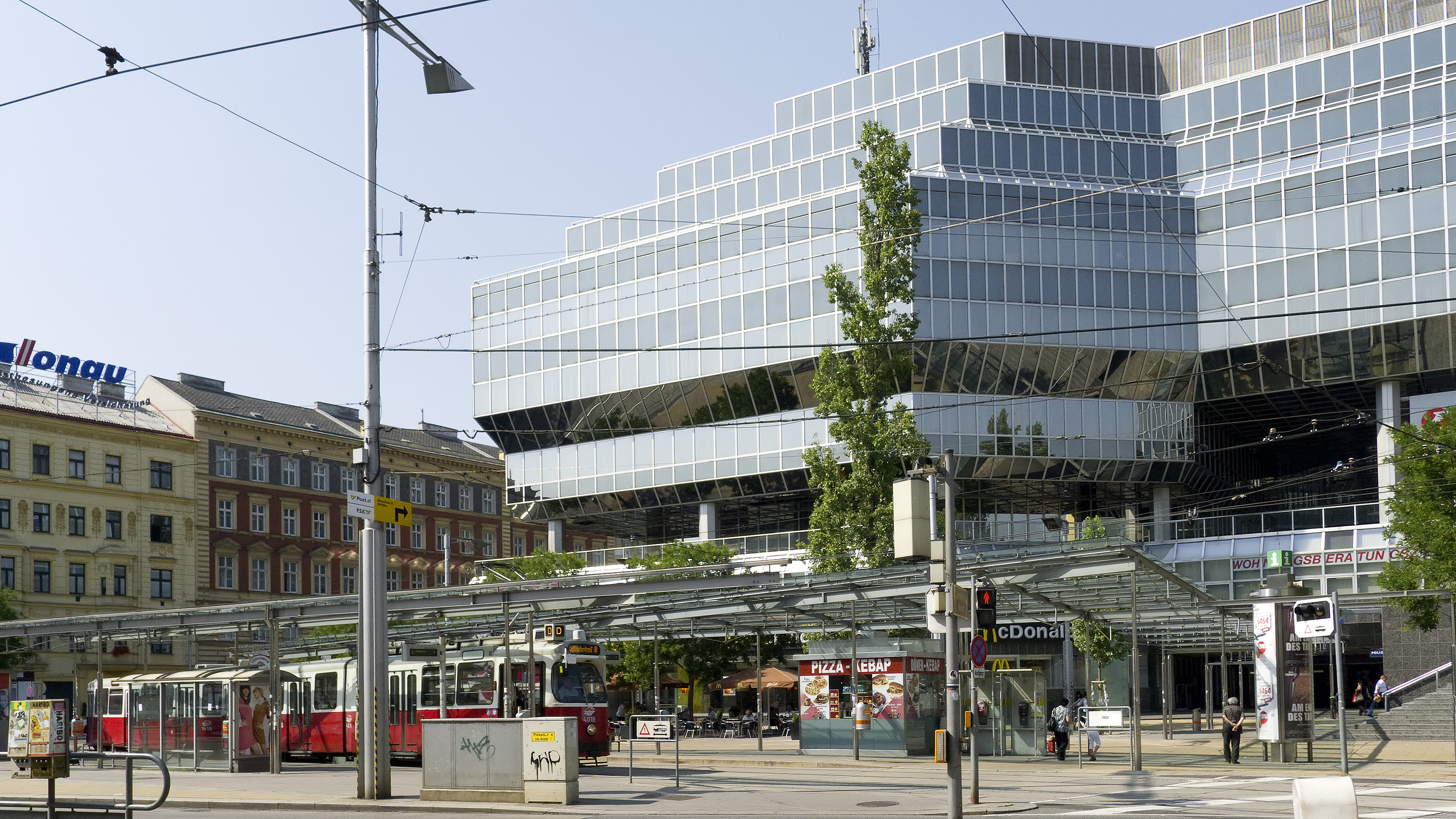
Julius-Tandler-Platz (Franz-Josefs-Bahnhof)
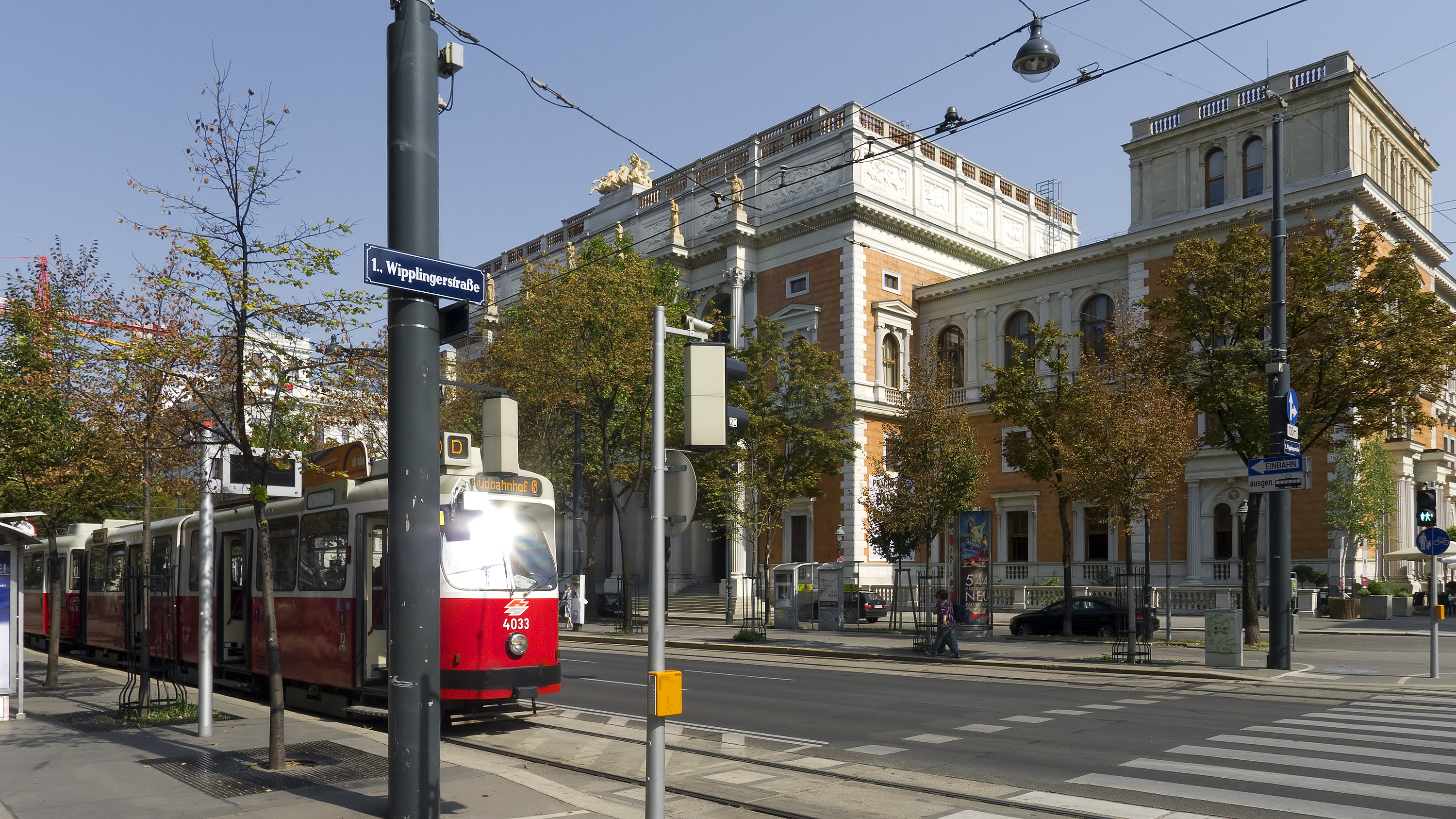
Börsegasse
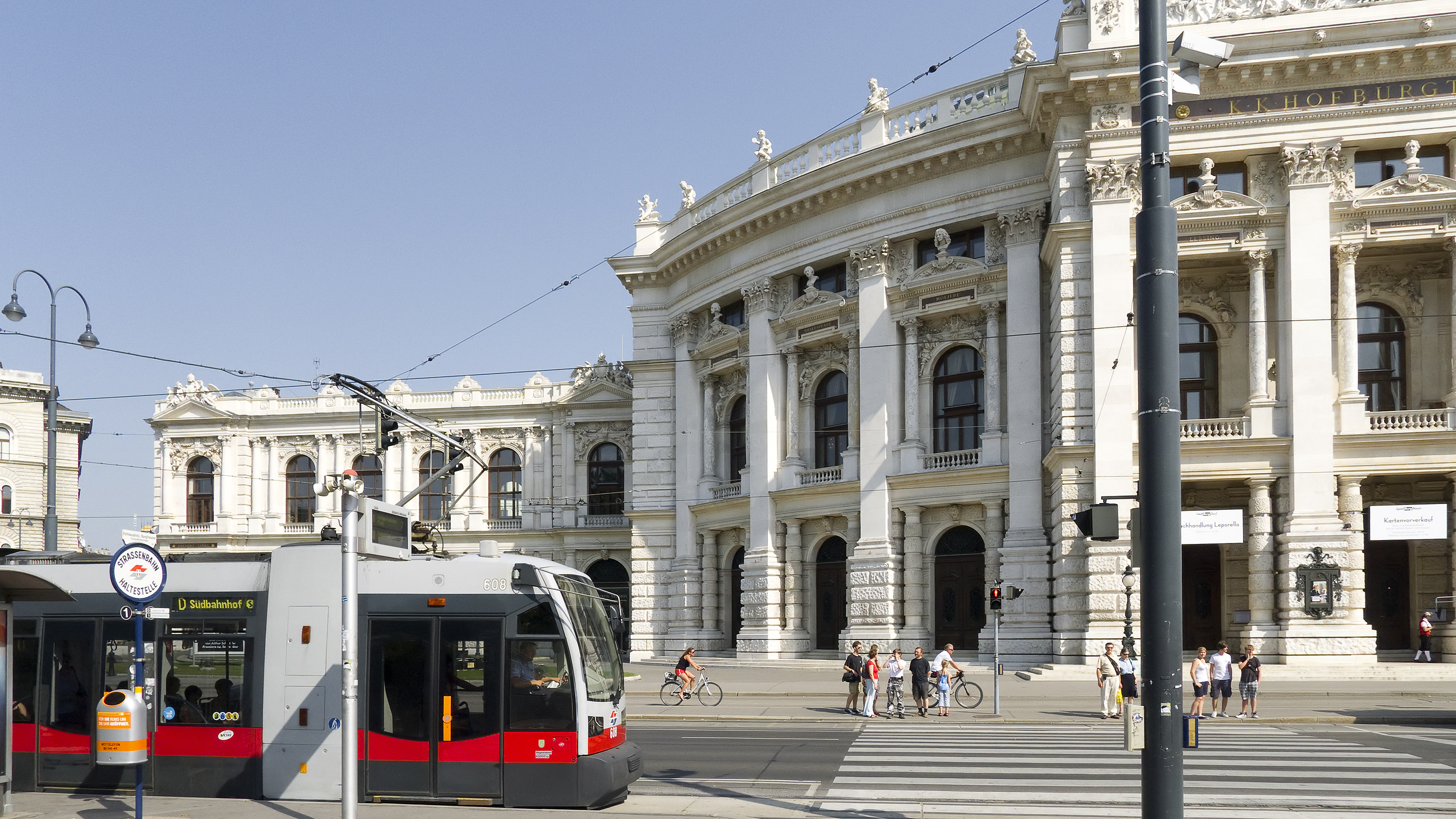
Rathausplatz
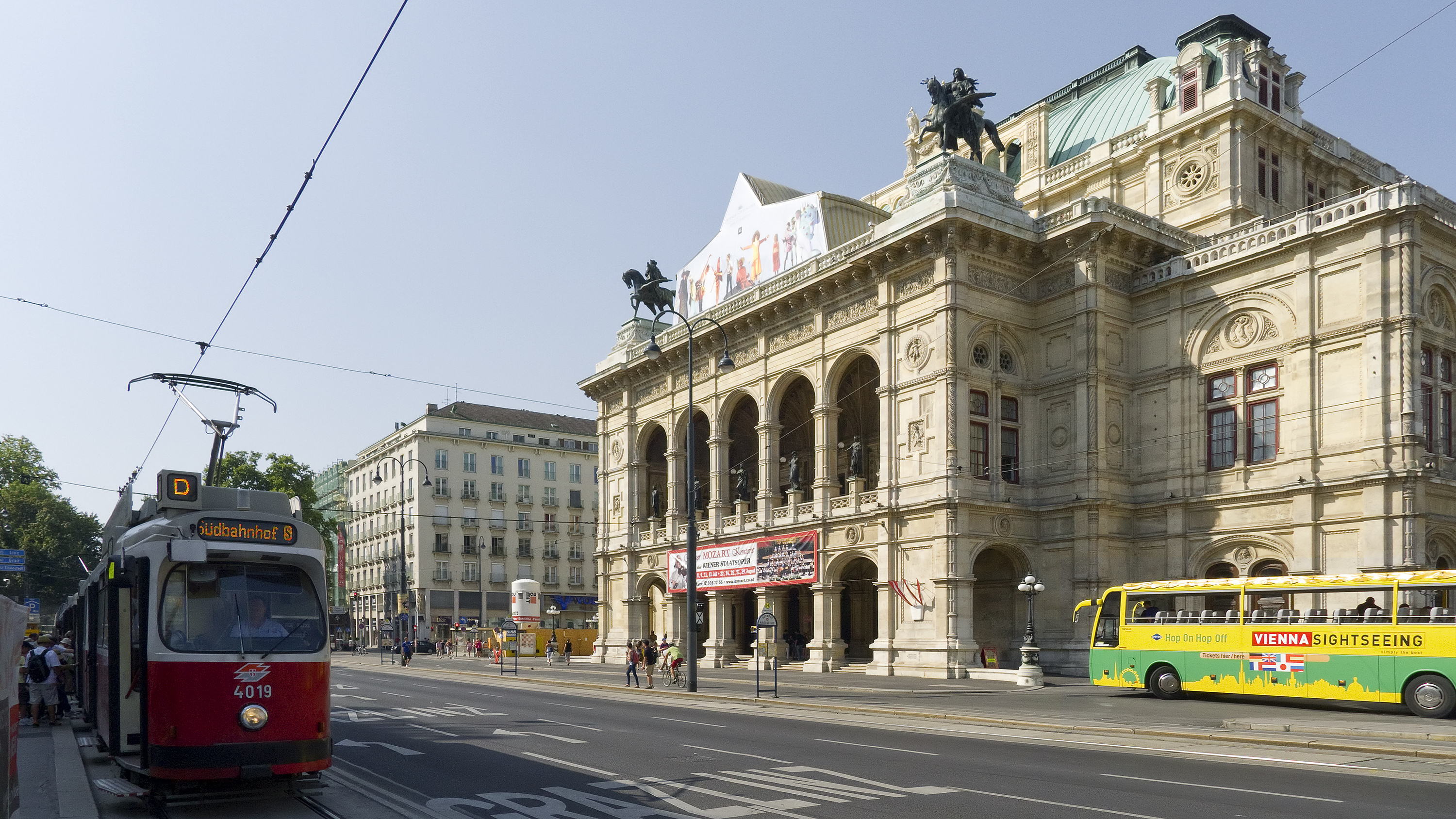
Kärntner Ring
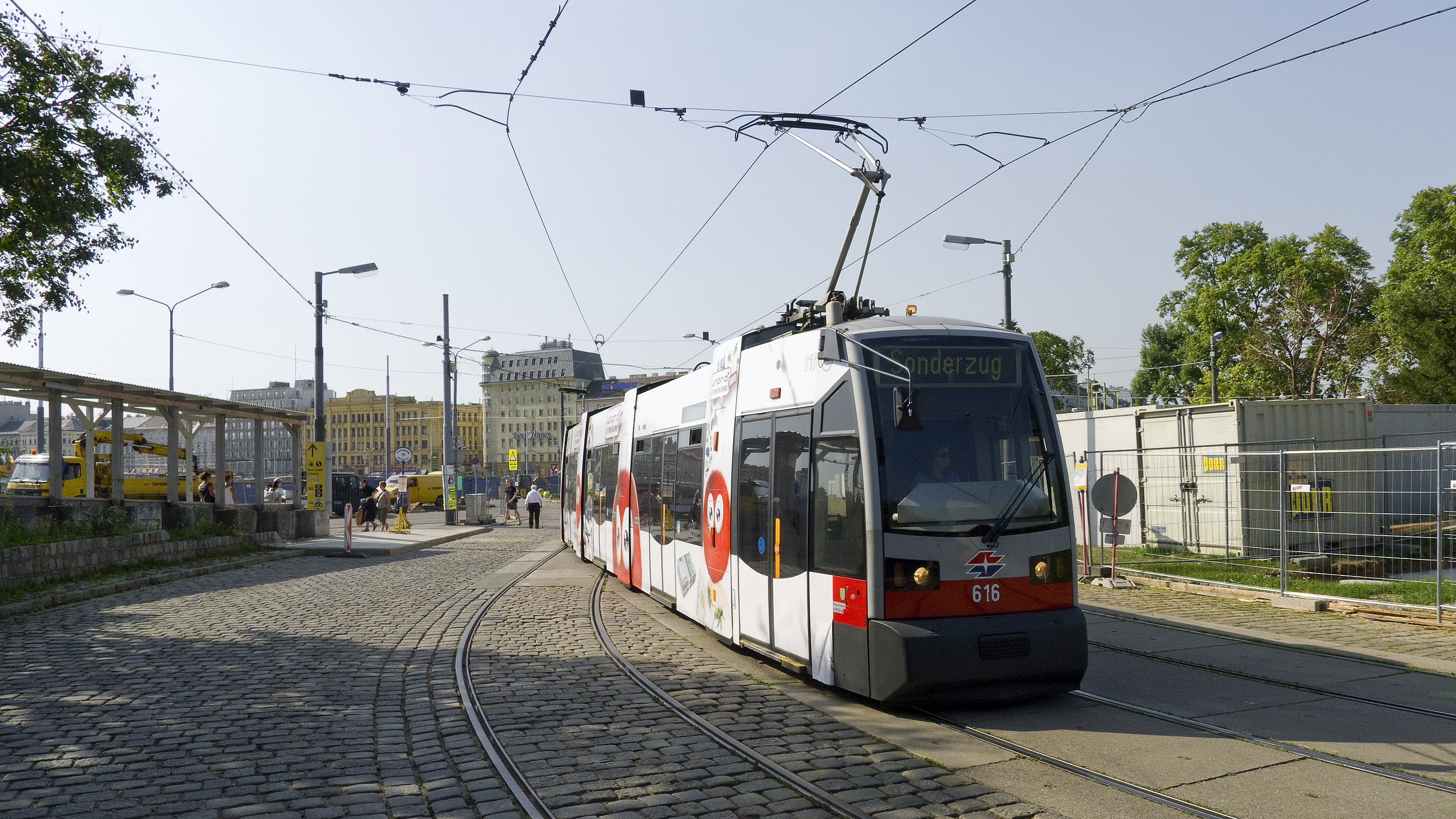
Südbahnhof (2011)
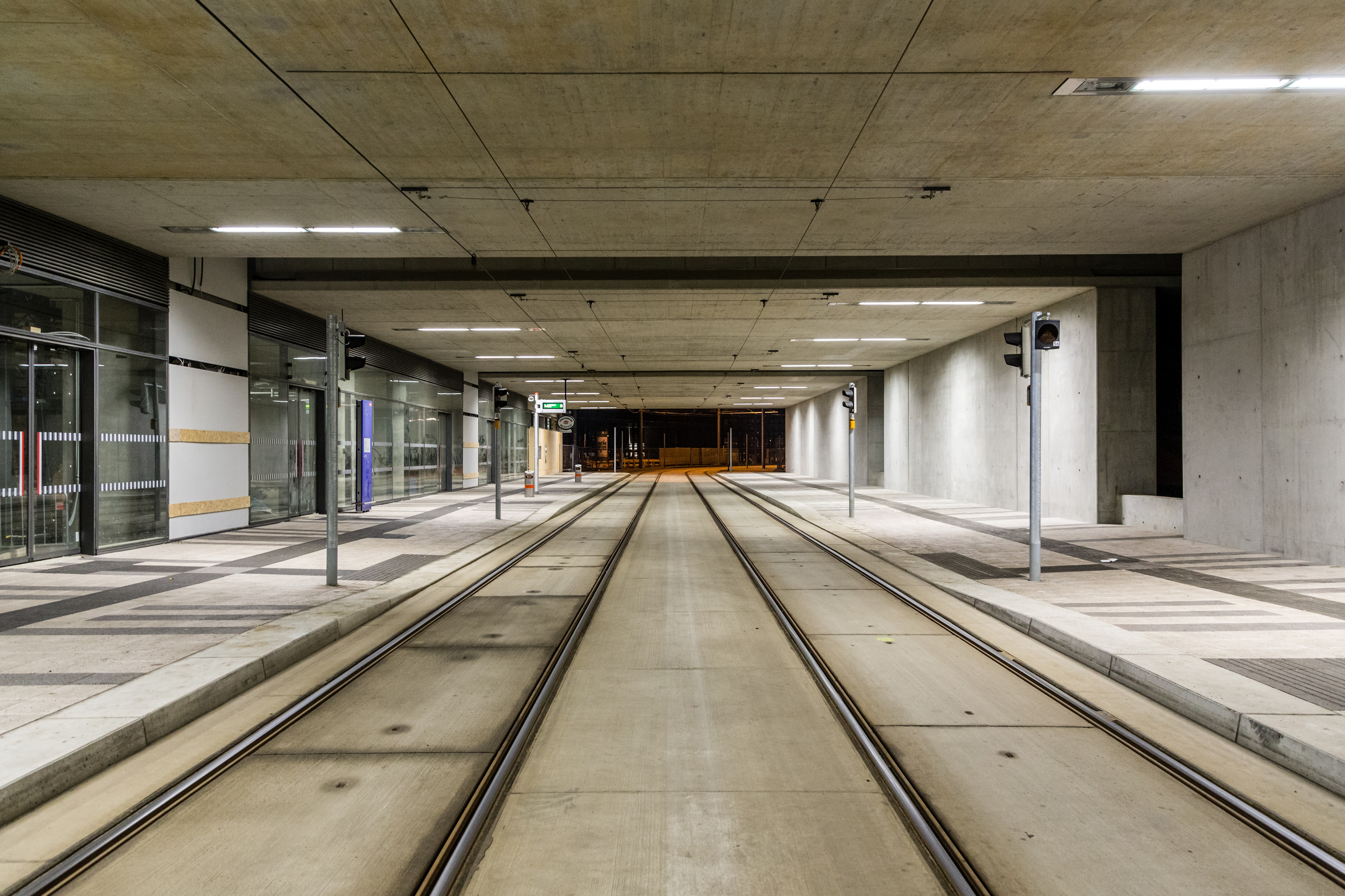
A villamosvonal átmegy a főpályaudvar alatt is